# Папа Доно
Папа Доно (лат. Donus; 11. април 678.) је био 78. папа од 2. новембра 676. до 11. априла 678.